# Bovenberg (Pays-Bas)
Pour les articles homonymes, voir Bovenberg.
Bovenberg est un hameau dans la commune néerlandaise de Krimpenerwaard, dans la province de la Hollande-Méridionale.
Bovenberg est situé dans le Krimpenerwaard, au nord-est de Bergambacht et au nord-ouest de Schoonhoven.